# Berbroek
Berbroek is een dorp in de Belgische provincie Limburg, en een deelgemeente van de gemeente Herk-de-Stad, het was een zelfstandige gemeente tot aan de gemeentelijke herindeling van 1971.

## Etymologie
Berbroek werd voor het eerst vermeld in 1308 als Berbruc. "Broek" betekent: moeras, "ber" zou kunnen betekenen: beer (modder) of baar (bloot).

## Geschiedenis

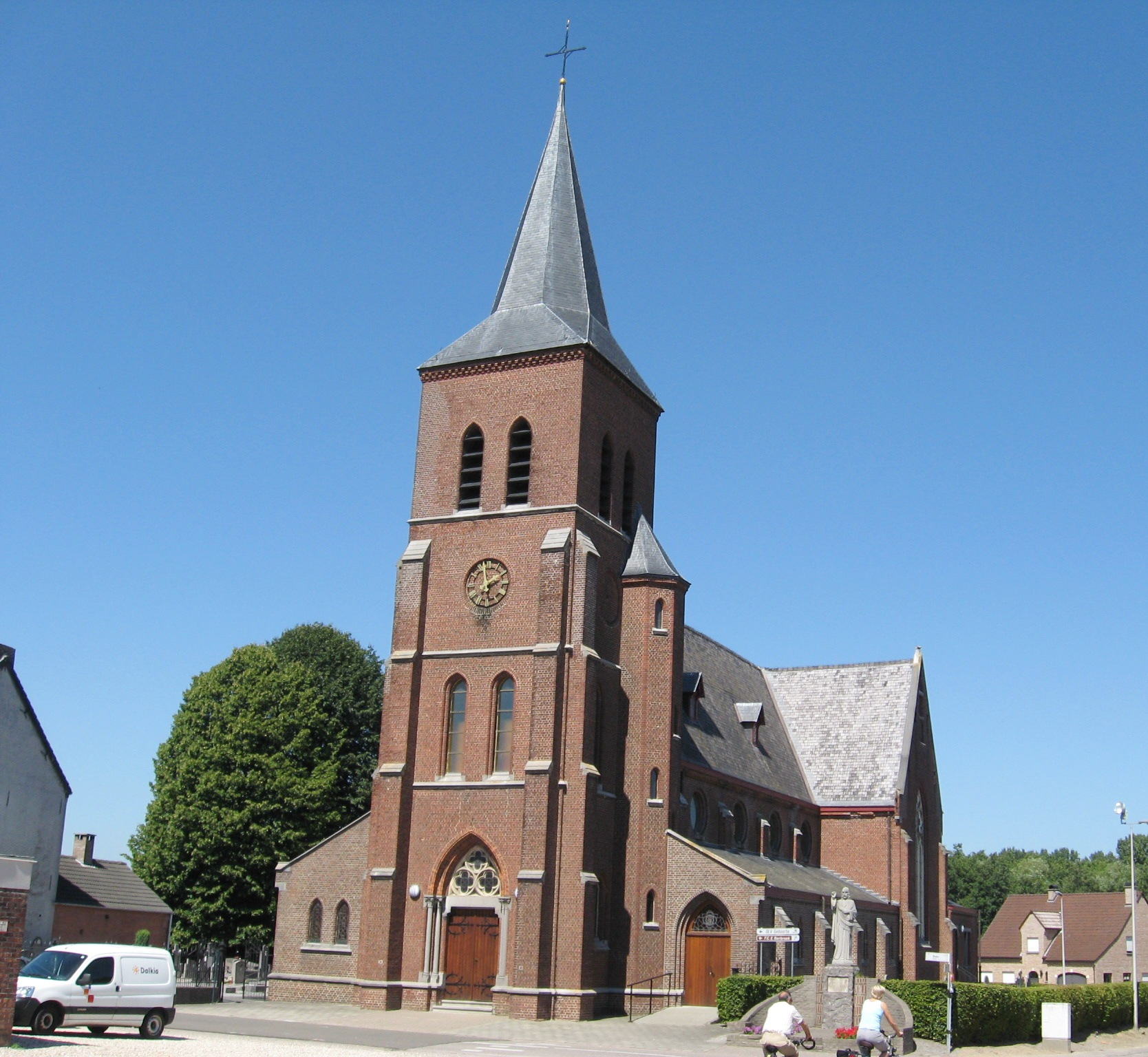
De Onze-Lieve-Vrouw Geboortekerk
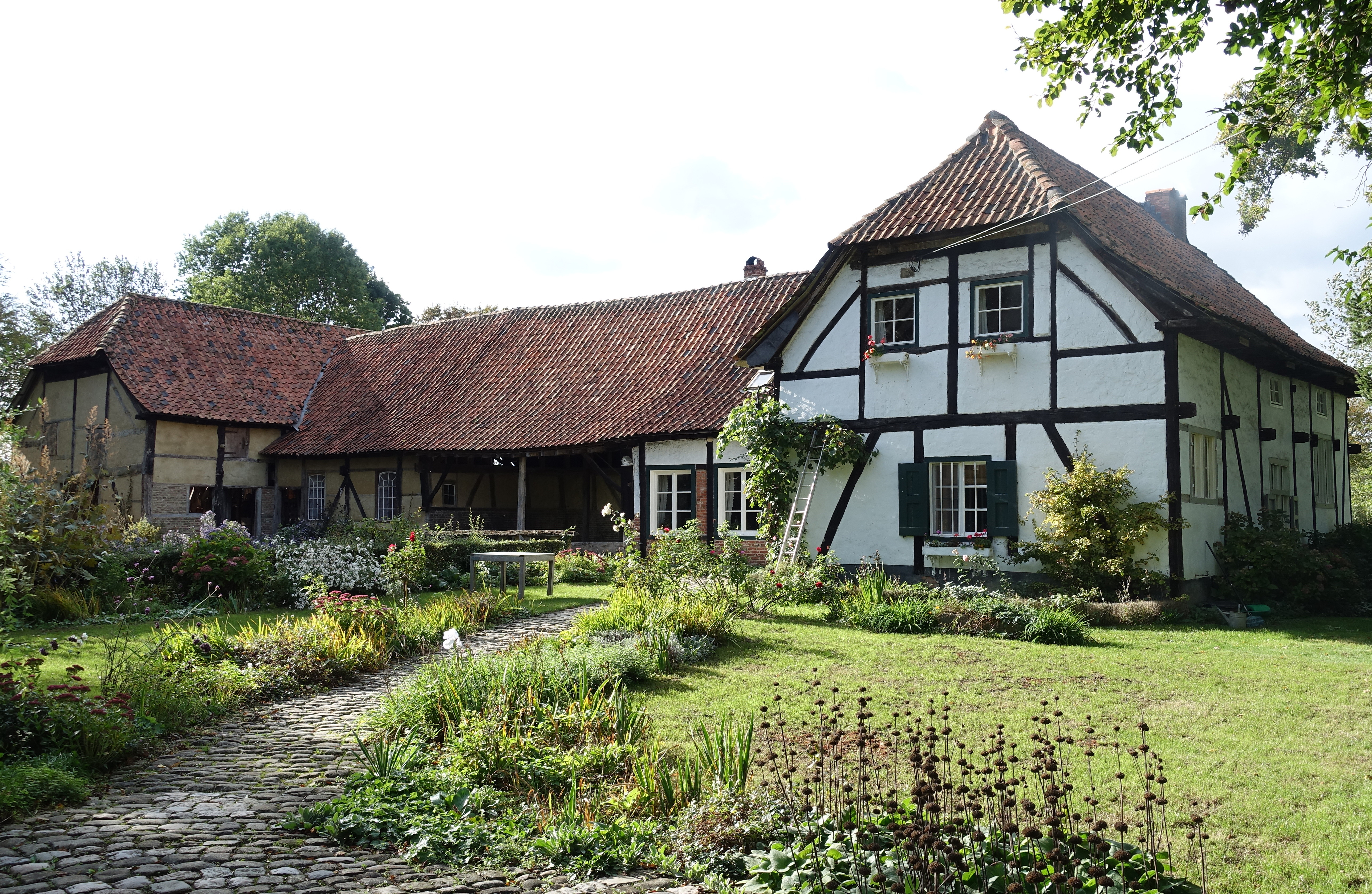
Vinckemolen of Nieuwmolen

Berbroek viel rechtstreeks onder de Graaf van Loon. Pas in 1308 scheidde de parochie van Berbroek zich af van die van Donk. De Abdij van Sint-Truiden bezat het patronaatsrecht. In 1803 werd de kerk een hulpkerk van Herk-de-Stad, en in 1804 van Schulen, om eerst in 1843 weer een zelfstandige parochie te worden.
Berbroek was een zelfstandige gemeente tot het bij de fusie van 1971 toegevoegd werd aan de gemeente Schulen die op haar beurt in 1977 werd opgenomen in de gemeente Herk-de-Stad.

## Demografische ontwikkeling
- Bronnen:NIS, Opm:1831 tot en met 1970=volkstellingen

## Natuur en landschap
Berbroek is een landbouwdorp en een woondorp in het oosten van de gemeente Herk-de-Stad aan de weg van Hasselt naar Diest. De dorpskern bevindt zich ten noorden van de steenweg. De deelgemeente grenst in het noorden deels aan de Demer en in het zuiden wordt de grens gevormd door de Herk. Hier heeft Berbroek een duidelijk agrarisch karakter en zijn er nog een aantal boerderijen.

## Bezienswaardigheden
- Het Kasteel Gasterbos, een kasteelachtig bouwwerk uit eind 19e eeuw in Maaslandse neorenaissancestijl
- De Herkkantwinning, vroeger ook wel Armenwinning genoemd. De hoeve werd reeds in 1478 vermeld toen ze werd verkocht aan de armentafels van Alken, Stevoort en Berbroek. De boerderij ligt aan de Herk en dateert uit de tweede helft van de 18de eeuw.
- De Vinckemolen of Nieuwmolen uit 1725 op de Herk.
- Enkele grote 18de- en 19de-eeuwse boerderijen waaronder deze in de Heidestraat die samen met haar omgeving in 2002 werden beschermd als monument en als dorpsgezicht.
- De Onze-Lieve-Vrouw Geboortekerk uit 1892 met een toren uit 1890.

## Sport
Voetbalploeg BS Sport Berbroek-Schulen is een fusie van de vroegere ploegen Eendracht Berbroek en Rapid Schulen en heeft zowel voetbalpleinen in Berbroek als in Schulen. De eerste ploeg speelt in Berbroek en komt uit in de Limburgse provinciale voetbalcompetitie.

## Nabijgelegen kernen
Schulen, Spalbeek

## Trivia
Heilige Maagd Maria is de patroonheilige van Berbroek.
Deelgemeenten: Berbroek · Donk · Herk-de-Stad · Schulen

Dorpen: Schakkebroek

Belgische gemeenten · Arrondissement Hasselt · Limburg · Vlaanderen